# Análisis histórico-crítico de la Legislación española
Análisis histórico-crítico de la Legislación española es un libro escrito por Ramón Ortiz de Zárate, publicado por primera vez en dos tomos en 1844.

## Descripción

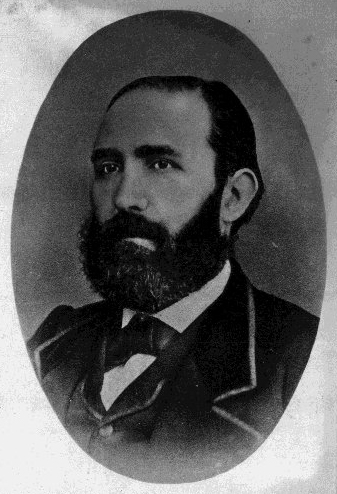
El autor, Ramón Ortiz de Zárate

El alavés Ramón Ortiz de Zárate se desempeñaba ya como abogado cuando publicó la obra, y había ingresado al colegio de abogados de la provincia. Estaba en la veintena cuando publicó Análisis histórico-crítico de la Legislación española, que vio la luz en la vitoriana Imprenta y Litografía de Egaña y Compañía en dos tomos en 1844. En la obra, traza un recorrido crítico por la historia de los diferentes marcos legislativos que han existido en España a lo largo de los siglos. En el primer tomo, además de introducir la cuestión ―«inútil será querer penetrar en el obscuro y tortuoso laberinto de nuestra jurisprudencia, sino llevamos en la mano el libro de la historia que sirviéndonos de luminosa antorcha haga desaparecer las sombras espesas que cubren á nuestras leyes», se puede leer en las primeras páginas―, repasa los fueros «más famosos», que son veinticinco, entre los que figuran, por ejemplo, los de Alcalá de Henares, los de La Puebla de Arganzón y los de Baeza. Aborda, asimismo, las Siete Partidas, el cuerpo normativo que se redactó en Castilla durante el reinado de Alfonso X en el siglo XIII. En el segundo tomo, discurre desde las Leyes de Toro de 1505 hasta la proclamación de la reina Isabel II en 1843. «En esta obra no solo se reseña la historia de todos nuestros cuadernos legales y se analizan estos, sino que tambien se demuestra la urgente necesidad de que se publiquen unos nuevos códigos que deroguen los ecsistentes», apostilla en la sección de conclusiones. Según refiere Eulogio Serdán en su biografía de Ortiz de Zárate, la obra, que tilda de «excelente», alcanzó las tres ediciones y se convirtió en texto de estudio en varias universidades de España.